# Les corps ont soif
Les corps ont soif est un roman d'Olivier Séchan publié en 1942 aux éditions Jean Renard et ayant reçu le prix des Deux Magots la même année.

## Éditions
- Les corps ont soif, éditions Jean Renard, 1942.